# Podaga
Podaga var i vendisk mytologi vejrgud samt gud for jagt, fiskeri og landbrug.
| Mytologi | Spire Denne artikel om mytologi er en spire som bør udbygges. Du er velkommen til at hjælpe Wikipedia ved at udvide den. |